# Timeless: The Classics Vol. 2
Timeless The Classics Vol. 2 è un album di Michael Bolton contenente cover pubblicato dalla Sony Music Entertainter nel 1999.

## Tracce
1. Sexual Healing – 4:39 (Marvin Gaye, David Ritz, Odell Elliott Brown)
2. Tired of Being Alone – 3:54 (Al Green)
3. Let's Stay Together – 4:30 (Al Green, Al Jackson, Willie Mitchell)
4. My Girl – 3:24 (William Robinson, Ronald A. White)
5. Ain't No Sunshine – 3:37 (Bill Withers)
6. (What A) Wonderful World – 4:07 (Sam Cooke, Herb Alpert, Lou Adler)
7. Like a Rolling Stone – 4:51 (Bob Dylan)
8. I Can't Stand the Rain – 3:43 (Donald Maurice Bryant, Bernard Miller, Ann Peebles)
9. Try a Little Tenderness – 4:50 (Harry MacGregor Woods, James Campbell, Reginald Connelly)
10. What You Won't Do For Love – 4:22 (Bobby Caldwell, Alfons Kettner)
11. Whiter Shade of Pale – 4:45 (Gary Brooker, Keith Reid)

Durata totale: 46:42

## Classifiche

### Singoli
| Anno | Singolo          | Classifica                    | Posizione massima |
| ---- | ---------------- | ----------------------------- | ----------------- |
| 2000 | "Sexual Healing" | Hot Adult Contemporary Tracks | 28                |